# Prince of Darkness
Prince of Darkness (bra: Príncipe das Sombras, ou O Príncipe das Sombras; prt: Príncipe das Trevas) é um filme estadunidense de 1987, dos gêneros terror, ficção científica e suspense, dirigido por John Carpenter, com roteiro de "Martin Quatermass" (o próprio Carpenter, sob pseudônimo).

## Sinopse
O padre Loomis convoca diversos cientistas, incluindo o professor Howard Brick, para investigar o líquido verde contido num misterioso frasco encontrado numa igreja abandonada há seculos. Quando essas pessoas entram em contato com o líquido, porém, transformam-se em zumbis, o que leva os sobreviventes à conclusão de que o líquido é um sinal de Satanás e se dispõem a lutar para derrotá-lo, antes que tome conta da Terra.

## Elenco
- Donald Pleasence ... Priest
- Jameson Parker ... Brian Marsh
- Victor Wong ... prof. Howard Birack
- Lisa Blount ... Catherine Danforth
- Dennis Dun ... Walter
- Susan Blanchard ... Kelly
- Anne Marie Howard ... Susan Cabot
- Ann Yen ... Lisa
- Ken Wright ... Lomax
- Dirk Blocker ... Mullins
- Jessie Lawrence Ferguson ... Calder
- Peter Jason ... dr. Paul Leahy
- Robert Grasmere ... Frank Wyndham
- Thom Bray ... Etchinson
- Joanna Merlin ... mulher com sacola
- Alice Cooper ... esquizofrênico
- Betty Ramey ... freira
- Jessie Ferguson ... figura escura